# De Freggels
De Freggels is de Nederlandse benaming voor het Amerikaanse kinderprogramma Fraggle Rock. De titel slaat op de hoofdfiguren uit de serie: bont gekleurde handpoppen (Muppets), bedacht door Jim Henson, eveneens de man achter de poppen uit The Muppet Show en Sesamstraat.
Nadat de poppenserie een paar jaar gelopen had, kwam er ook een tekenfilmversie.

## Algemeen
De Freggels zijn kleine vrolijke wezens met kleurrijke vachten, lange staarten met een dikke pluim aan het uiteinde. Ze leven diep onder de grond, in een grot met ontelbaar veel gangen en meerdere uitwegen. Zo komt een van de uitwegen − via de werkplaats van de wonderlijke uitvinder Doc en zijn hond Sprokkel (Engels: Sprocket) − uit in de mensenwereld, en een andere mondt uit in de tuin van de Griezels (Engels: Gorgs).

## Openingstune
De Freggels brengen hun dagen door met plezierige bezigheden als zingen, dansen en lachen, zoals ook blijkt uit de tekst van de openingstune:
Dance your cares away,
Worry's for another day,
Let the music play,
Down at Fraggle Rock.
In het Nederlands wordt dat vertaald als:
Maak muziek en lach,
Zorgen voor een and're dag,
Zingen doen we vlot,
In de Freggelgrot.

## Hoofdpersonages
De serie vertelt voornamelijk van een groepje bevriende Freggels: Gobo, Wimmie, Mollie, Jet en Bobby (Engels: Gobo, Wembley, Mokey, Red en Boober). Elk van deze personages heeft zijn of haar eigen persoonlijkheid.
- Gobo is de leiderfiguur. Hij pakt moeilijke kwesties altijd op een praktische manier aan. Hij speelt graag op zijn tokkelinstrument en wil later ontdekkingsreiziger worden, net als zijn Reizende Oom Roel (Engels: Uncle Travelling Matt). De pop werd gespeeld door Jerry Nelson; zijn Nederlandse stem werd ingesproken door Frans van Dusschoten.
- Wimmie is een nerveuze twijfelaar die moeite heeft om een eigen mening te vormen. Om de lieve vrede te bewaren, waait hij maar met alle winden mee. Maar als puntje bij paaltje komt is hij zeker geen lafaard. De poppenspeler was Steve Whitmire; de nasynchronisatie werd verzorgd door Olaf Wijnants.
- Mollie is zweverig en kunstzinnig, altijd kalm en vooruitdenkend. Ook is ze de oudste van de vijf Freggelvrienden. Deze Freggel werd gespeeld door Kathryn Mullen; haar Nederlandse stem was die van Angélique de Boer.
- Jet daarentegen is energiek en impulsief, altijd in voor een lolletje en een van de beste zwemmers onder de Freggels. Ze deelt een kamer met haar tegenpool Mollie. De poppenspeler van Jet was Karen Prell; Maria Lindes sprak haar Nederlandse stem in.
- Bobby is meestal neerslachtig en bang voor onheil. Zijn favoriete bezigheid is zich veilig in zijn hol terugtrekken om sokken te wassen; en dat terwijl Freggels normaal gesproken helemaal geen sokken dragen. Gespeeld door Dave Goelz; acteur Hans Dagelet verzorgde Bobby's stem in de Nederlandse nasynchronisatie.

## Andere personages

### Doeners
In de grot wonen niet alleen de Freggels, maar een grote diversiteit aan andere wezens, waaronder de Doeners (Engels: Doozers). Dit zijn kleine, groene bouwvakkertjes met bouwhelmen op, die niets liever doen dan 'gebouwen' construeren. De Freggels zijn gek op de smaak van de Doener-stengels waaruit deze bouwsels bestaan en worden op deze manier gemakkelijk van voedsel voorzien.

### Griezels
Ook radijsjes maken deel uit van de Freggel-maaltijd. Om deze te bemachtigen moeten ze naar het moestuintje van de Griezels: drie enorme, niet al te intelligente, harige wezens, die denken dat ze de heersers van het universum zijn. Het verkrijgen van radijsjes is een riskant avontuur op zich, aangezien Junior Griezel niets liever wil dan de Freggels gevangenzetten.
- Pa Griezel is de vader van het gezin. Hij luiert liever dan dat hij de klusjes opknapt die zijn vrouw hem opdraagt. Gordon Robertson zat in het pak en Jerry Nelson verzorgde de gezichtsbewegingen en zijn stem; de Nederlandse stem was die van Frans van Dusschoten.
- Ma Griezel is vanzelfsprekend getrouwd met Pa Griezel en ze is Juniors moeder. Ze is zorgzaam, maar ook bazig. Daarnaast is ze extreem bang voor Freggels. Trish Leeper verzorgde haar lichaamsbewegingen en Myra Fried (seizoen 1) en Cheryl Wagner (seizoen 2-5) haar stem en gezichtsuitdrukking; Maria Lindes deed de nasynchronisatie.
- Junior Griezel is het enige kind. Hij doet verscheidene taken in en om het kasteel van de Griezels, zoals het verzorgen van hun moestuin. Rob Mills (seizoen 1-4) en Frank Meschkuleit (seizoen 5) zaten in het pak en Richard Hunt verzorgde Juniors stem en bestuurde zijn gezicht; Dick Scheffer sprak de Nederlandse stem in.

#### Het spelen van Griezels
Elke Griezel werd door twee poppenspelers tegelijk bespeeld. De ene zat in het Griezelpak en verzorgde alle lichaamsbewegingen van dit reusachtige schepsel. In het hoofd van de Griezel zat een filmcameraatje dat van binnen uit de ruimte rondom de pop filmde en een klein beeldscherm waarop de poppenspeler kon zien wat de Griezel zelf 'zag'. De andere speler zat buiten beeld en verzorgde door middel van een soort afstandsbediening de mondbewegingen en de gezichtsuitdrukking van het monster. Deze speler sprak ook de teksten uit die de Griezel zei.

### Reizende Oom Roel
Gobo's Reizende Oom Roel is een ontdekkingsreiziger die in de eerste aflevering begint met het verkennen van de mensenwereld. De mensen over wie hij schrijft noemt hij Dwaze Schepsels en de wereld waarin ze leven het Wereldruim. Eens in de zoveel tijd stuurt Oom Roel een ansichtkaart aan Gobo, die telkens wordt bezorgd bij Doc, die de kaart in de prullenmand smijt. Als zijn hond Sprokkel ziet dat een van de Freggels de kaart komt ophalen, probeert hij van alles om dit duidelijk te maken aan zijn baasje, maar altijd zonder succes. Oom Roel werd gespeeld door Dave Goelz; zijn Nederlandse stem werd verzorgd door Paul van Gorcum.

### Gloria, Filo en Soof
Als de Freggels met een probleem zitten opgescheept raadplegen ze de alwetende storthoop Gloria (Engels: Marjory): een bebrilde berg compost die de taak van orakel op zich neemt. Zij wordt altijd bijgestaan door twee op ratten gelijkende wezentjes genaamd Filo en Soof (Engels: Philo and Gunge). Het poppenspel van Gloria werd verzorgd door Jerry Nelson, dat van Filo en Soof door Dave Goelz en Richard Hunt. De Nederlandse stemmen werden ingesproken door respectievelijk Tonny Huurdeman, Olaf Wijnants en Hans Dagelet.

### Doc en Sprokkel
Doc is de uitvinder die samen met zijn hond Sprokkel in het huis woont waar Reizende Oom Roel zijn kaarten laat bezorgen. In de serie is dit het enige vaste personage dat niet door een pop wordt uitgebeeld, maar als echte mens in beeld verschijnt, namelijk acteur Gerry Parkes. Dick Scheffer deed de Nederlandse nasynchronisatie van Doc, Sprokkel werd gespeeld door Steve Whitmire.

## Buiten Noord-Amerika
De avonturen van de Freggels werden nagesynchroniseerd in dertien talen, waaronder Spaans, Japans en Fins. Enkel de eerste twee seizoenen, oftewel 48 afleveringen, werden nagesynchroniseerd in het Nederlands.
In enkele landen werden de scènes met Doc en Sprokkel opgenomen met een acteur uit het desbetreffende land. Zo haalde Gobo in Frankrijk de aan hem gerichte ansichtkaarten uit een bakkerij en in Engeland uit een vuurtoren. Dit is ook de reden dat Gobo vrijwel de enige was die via het gat in de mensenwereld kwam. Zo waren er slechts twee poppen nodig in deze landgebonden scènes: Gobo en Sprokkel.

## Dvd's
De Engelstalige versie is volledig uitgebracht in Australië (regio 4) en Noord-Amerika (regio 1).
Van de Nederlandse versie zijn 17 afleveringen op dvd uitgebracht.

## Trivia
De Freggels was de allereerste westerse televisieserie die door de Sovjet-Unie werd uitgezonden.